# بخش گوالگوایچی
بخش گوالگوایچی (به اسپانیایی: Departamento Gualeguaychú) یک منطقهٔ مسکونی در آرژانتین است که در استان انتره ریوس واقع شده‌است. بخش گوالگوایچی ۷٬۰۸۶ کیلومتر مربع مساحت و ۱۰۱٬۳۵۰ نفر جمعیت دارد.